# Heteragrion cooki
Heteragrion cooki – gatunek ważki z rodziny Heteragrionidae.